# Loughmore
Loughmore is een plaats in het Ierse graafschap County Tipperary.

## Geboren in Loughmore
- Máiréad Nesbitt (1979), violist